# Aerocancun
Aerocancún fue una aerolínea mexicana, que operó desde 1989 hasta 1996.

## Detalles de la compañía
Esta aerolínea chárter tenía su sede en Cancún, Quintana Roo, y operaba vuelos chárter a ciudades de Estados Unidos y Canadá, incluidas Miami, Nueva Orleans, Nueva York, Oakland, Boston, Pittsburgh, Calgary y Edmonton. Aerocancún también operaba vuelos a Europa pero estos fueron cancelados en 1994 debido a problemas financieros causados por una recesión económica. Durante 1994 y 1995, la aerolínea se concentró en el mercado sudamericano. Aerocancún era propiedad de hoteleros mexicanos y de la aerolínea española Oasis, cuando el grupo Oasis colapsó a finales de 1996, Aerocancún se declaró en quiebra.

## Antigua flota
| Aeronaves               | Total | Introducido | Retirado | Matrículas                              |
| ----------------------- | ----- | ----------- | -------- | --------------------------------------- |
| Airbus A300             | 1     | 1994        | 1996     | F-ODSX                                  |
| Airbus A310             | 2     | 1996        | 1996     | VP-BCU y VP-BQU                         |
| McDonnell Douglas DC-10 | 1     | 1996        | 1996     | XA-TDI                                  |
| McDonnell Douglas MD-83 | 5     | 1990        | 1994     | VR-BMI, VR-BMH, VR-BMJ, D-ALLL y XA-RPH |